# Vincenzo Danti

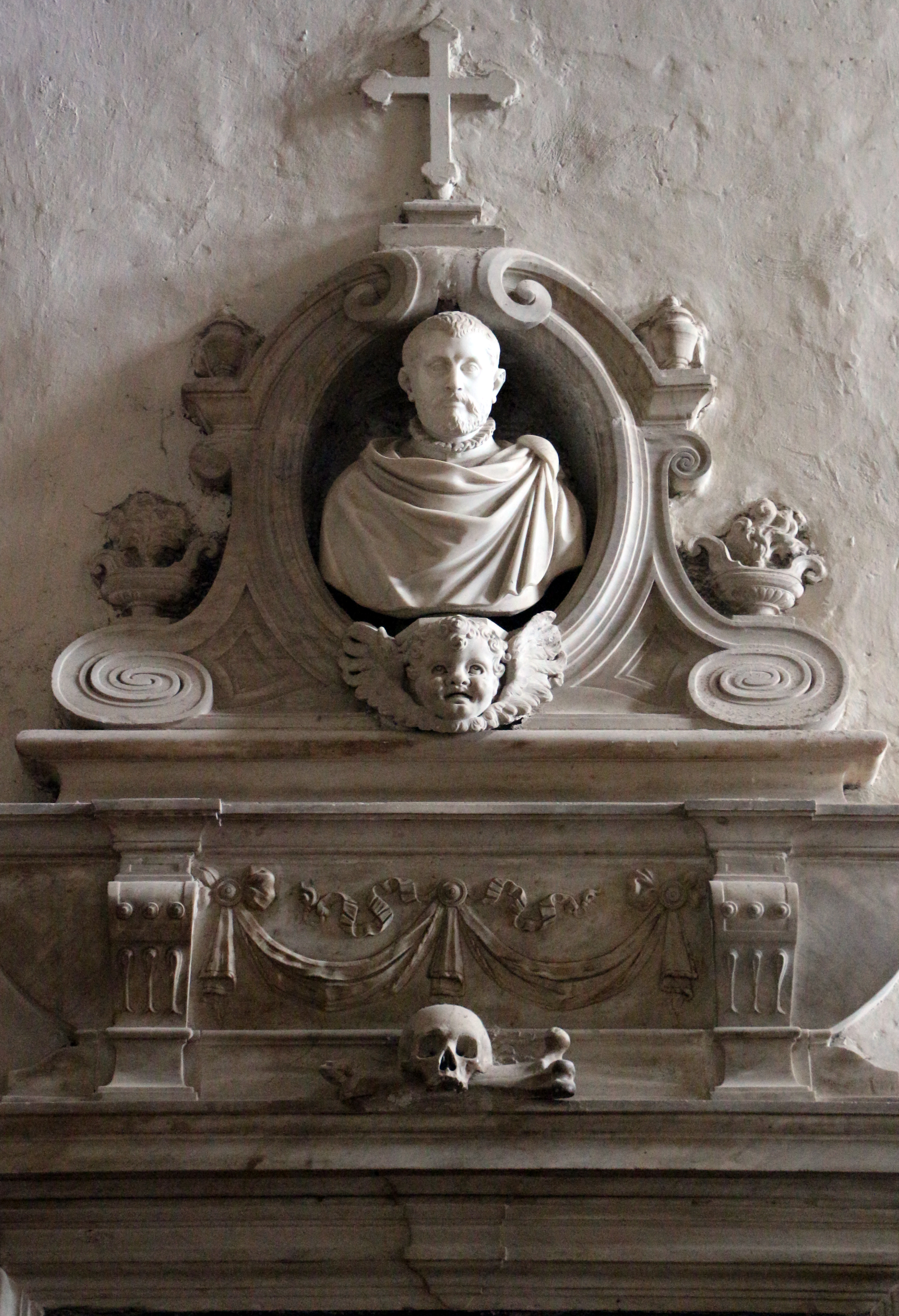
Valerio Cioli, busto di Vincenzo Danti, San Domenico, Perugia

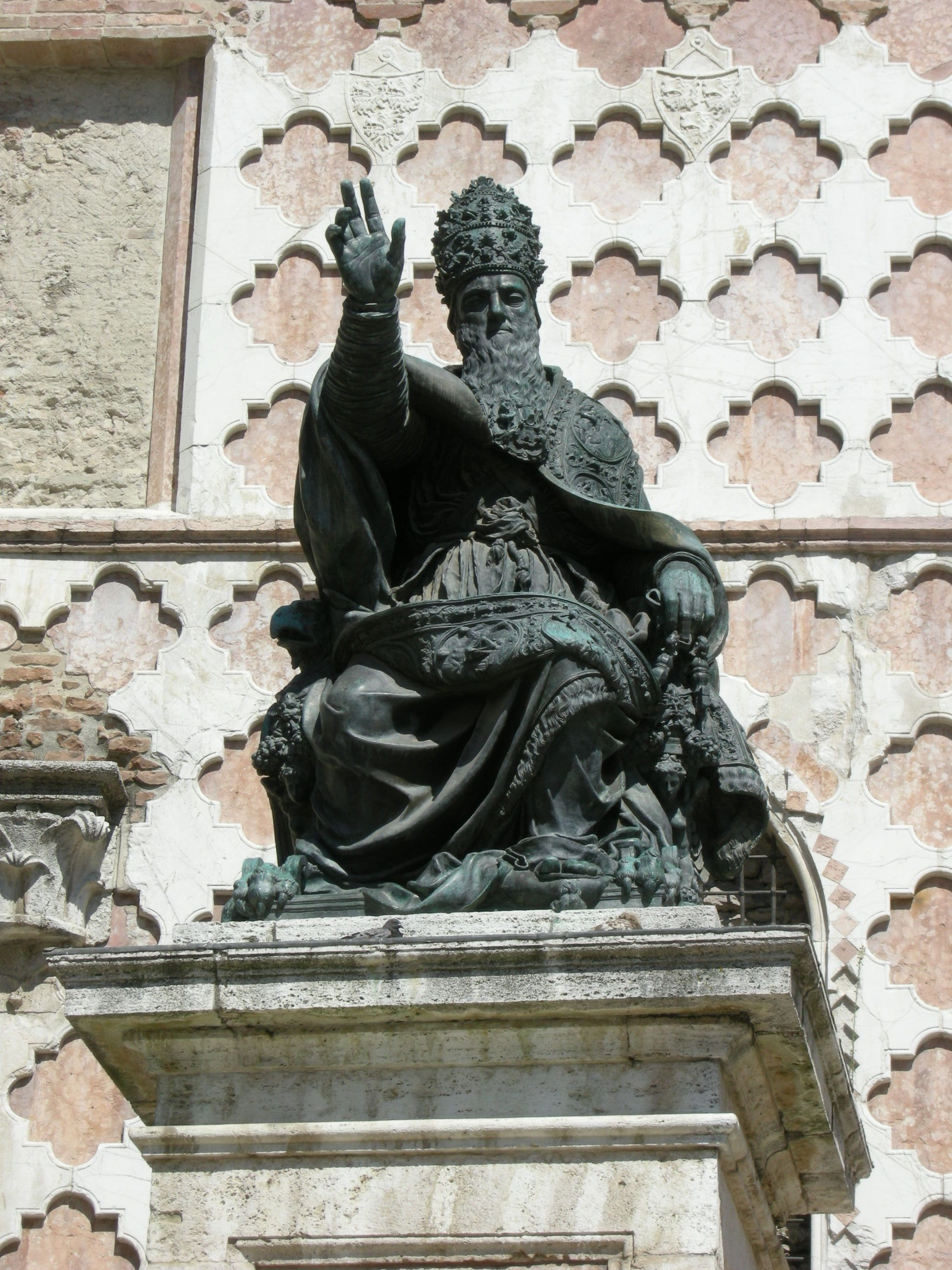
La statua di Giulio III a Perugia

Vincenzo Danti (Perugia, aprile 1530 – Perugia, 26 maggio 1576) è stato uno scultore, architetto e ingegnere civile italiano.

## Biografia
Figlio primogenito di Giulio e di Biancofiore degli Alberti, ebbe dal padre una formazione da orafo, ma anche letteraria e matematica, grazie al contributo Teodora, sorella di Giulio e studiosa di astronomia, matematica e geometria e pittrice.
Non c’è dubbio che l’educazione seguisse, insieme con quella dei fratelli minori, la tradizione famigliare che aveva visto il nonno Piervincenzo Ranaldi, grande ammiratore di Dante Alighieri, al punto di modicare il suo cognome in onore del sommo poeta, proporsi non solo come artefice, ma anche come studioso e teorico della propria attività.
Un breve soggiorno a Roma gli permise di approfondire la sua arte orafa e di studiare da vicino le opere del grande maestro, Michelangelo. 
La figura del Buonarroti è infatti importantissima per il Danti, tanto da venir soprannominato il discepolo di Michelangelo, pur non avendolo - probabilmente - mai conosciuto.
Per Perugia scolpì, in collaborazione con il padre, la statua bronzea di Papa Giulio III (1555), collocata all'esterno del Cattedrale di San Lorenzo.
Due anni dopo fu chiamato alla corte dei Medici, da Cosimo I, dal quale ricevette nel 1558 l'importante commissione di un Ercole e Anteo da realizzare in bronzo per la villa di Castello. La fusione, come racconta il vasari, non riuscì, fatto che comportò un ridimensionamento dal suo ruolo a corte e che suscitò le ironie dei concorrenti, come testimonia un sonetto del Cellini.
A seguito del fallimento dell'Ercole e Anteo si dedicò ad opere di più modeste dimensioni e di minore impegno tecnico, quali il rilievo in bronzo (1559) di Mosè e il serpente (Firenze, Museo Nazionale del Bargello), forse destinato ad antependium dell'altare della cappella di Leone X in Palazzo Vecchio e il cosiddetto Sportello, bassorilievo in bronzo (Firenze, Museo Nazionale del Bargello) destinato a chiudere l'armadio delle carte personali di Cosimo I nell'appartamento del duca in Palazzo Vecchio progettato dal Vasari, nel quale il Danti offre un'inequivocabile dichiarazione di adesione alla maniera di Michelangelo e rappresenta nel riquadro centrale il Rogo dei libri di Numa Pompilio, da intendersi come ammonimento sulla riservatezza delle carte ivi racchiuse.
Nel 1560, anno in cui partecipò anche al concorso per la Fontana di Nettuno, tornò a confrontarsi con le grandi figure realizzando in marmo il gruppo L'Onore che vince l'Inganno (Firenze, Museo Nazionale del Bargello), commissionato da Sforza Almeni, perugino e camerlengo di Cosimo I, che aveva introdotto il Danti. a corte ed alla cui cerchia erano legati anche il Vasari e il Varchi.
L'opera, collocata in un primo tempo nel cortile di casa Almeni in via de' Servi, su distingue per la particolare efficacia nella rappresentazione del nudo e per la sorprendente tecnica per la deformazione delle figure; di simile ispirazione è il modello in terracotta della Virtù che vince il vizio del 1560 circa (Firenze, Museo Nazionale del Bargello).
Il successo come scultore in marmo gli procurò probabilmente una nuova commissione ducale, il Monumento funebre a Carlo de' Medici, terminato nel 1564 e collocato nel 1566 sul portale d'ingresso della Sagrestia nel Duomo di Prato, di cui Carlo era stato prevosto.
L'incontrovertibile prova, però, della stima riconquistata e dell'inserimento a pieno titolo nell'ambiente artistico fiorentino si ebbe nel 1564, in occasione delle esequie di Michelangelo, con l'affidamento al Danti di una delle quattro sculture basamentali in terracotta dipinta a finto marmo per il catafalco in S. Lorenzo e dell'addobbo funerario della chiesa, il dipinto del Trionfo della Fama sul Tempo e sulla Morte.
È significativo che soltanto due mesi dopo le esequie di Michelangelo, e cioè il 9 maggio 1564, il Danti venisse nominato console della Accademia fiorentina del disegno cui apparteneva come membro sin dalla fondazione (1563), per esservi poi camerlengo il 18 ott. 1565 e ancora console nel 1568.
Nel 1564 fu incaricato da Cosimo I per l'allegoria in marmo dell'Equità e Rigore, da collocarsi con le armi medicee, anch'esse scolpite, in testata al nuovo edificio degli Uffizi sotto la supervisione del Vasari; terminato il gruppo in questione nel 1566, il D. cominciò a scolpire nel 1568 un Perseo che doveva esser posto al centro delle due figure (lasciato incompleto, fu portato e terminato da altri a Pratolino nel 1577 per tornare più tardi a Boboli) e ancora un ritratto idealizzato di Cosimo I che, finito e collocato nel 1572-73 circa, venne a sua volta sostituito dall'attuale figura di Cosimo del Giambologna per essere sistemato nella sala dei Cinquecento e oggi custodito al Museo Nazionale del Bargello.
Nel 1565 è di nuovo presente a Perugia, ove nello stesso anno eseguì un rilievo con la Visitazione e da dove inviò nel 1566, a Cosimo I a Firenze, il bronzo di Avle Metelis (l'Arringatore), probabilmente rinvenuto nei dintorni di Cortona. Nel 1567 fu poi pagato per undici figure e due grifoni per l'altare di S. Bernardino nella prima cappella a destra del duomo di Perugia, realizzato da Federico Barocci in stucco ed andato distrutto nel 1796-97.
Allo stesso 1567 potrebbero appartenere due opere del Danti menzionate dal Vasari, il ritratto di Benedetto Varchi, mai rintracciato, e la Madonna con Bambino, ora in Santa Croce, oltre ad un S. Andrea in argento.
Il 27 giugno e il 2 luglio 1568 il D. è documentato a Serravezza per procurare i marmi necessari a Firenze per il Giambologna e nel 1569 terminava, soprattutto per ciò che riguarda il Cristo, il gruppo marmoreo del Battesimo di Cristo per la porta del battistero di San Giovanni aveva lavorato dal 1502 al 1505. Per la porta meridionale iniziava poi nel 1570, per terminarlo nel 1571, il gruppo della Decollazione del Battista, che segna il suo ritorno a sculture in bronzo di grande dimensione. Prima della fine del 1570, anno in cui aveva la bottega a S. Pietro Scheraggio, realizzò inoltre il modello e la statua, in terracotta tinteggiata a finto marmo, di S. Luca per l'omonima cappella nella Basilica della SS. Annunziata di Firenze, ove fu collocata nel 1571 insieme con la statua, del medesimo materiale, di Cosimo I come Giosuè
Tornato definitivamente in patria, nel 1573 donò all'Accademia del disegno di Perugia, fondata nello stesso anno, e cui appartenne dall'inizio, le copie in gesso dei quattro Tempi del giorno di Michelangelo nella cappella Medici di S. Lorenzo, eseguite a partire dal 1570 circa con l'aiuto di Egnazio.
Il 20 luglio 1573 venne inoltre nominato per cinque anni architetto pubblico di Perugia, e il 15 giugno 1575 è documentato un parere del Danti in questa veste.
Al 1575 viene fatto plausibilmente risalire anche il risanamento delle mura di Perugia e del palazzo dei Priori per quanto riguarda le finestre e lo scalone
Colto da febbre improvvisa, il Danti fece testamento in Perugia il 21 maggio 1576 (conservato all'Archivio di Stato di Perugia); e qui morì il 26 maggio dello stesso anno.
Venne sepolto nella tomba di famiglia nella basilica di S. Domenico (il busto è di Valerio Cioli) dove si trova l'iscrizione del fratello Egnazio, erede delle sue carte.
Nel 2008, a completamento del restauro dei bronzi del Battistero, è stata dedicata a Vincenzo Danti una mostra monografica al museo del Bargello.
Come trattatista progettò 15 Libri sulle proporzioni dei quali solo il primo ci è pervenuto. Secondo Danti la bellezza di un'opera si ricava attraverso l'armonia delle parti, che si ottiene indagando l'ordine dell'universo.
Riunendo concetti aristotelici e platonici, constatando l'imperfezione della realtà a causa della materia, Danti cercò di risalire alle forme della natura perfette ed assegnò all'artista due compiti fondamentali, quello di ritrarre ed imitare. Attribuisce alla scultura, di cui predilige canoni rigorosi, il primato delle arti, in quanto in grado di esprimere il moto.